# ニューパルサーSP
ニューパルサーSPは、2012年6月に山佐から発売されたパチスロ（5号機）。本項では、2017年11月から稼動している後継機のニューパルサーSPII及び2021年4月から稼動している後継機のニューパルサーSPIII及び2024年5月から稼動しているニューパルサーSPIV with 太鼓の達人についても本項で扱う。

## 概要
これまでの歴代ニューパルサーの遺伝子を受け継ぎながらも2つのモードが選択できるなど大きく変わった部分がある。
- 6段階設定。BIGボーナスとREGボーナスだけで出玉を増やすシンプルなゲーム性。各ボーナスは順押しで312枚、104枚と獲得枚数は固定されていて技術介入はできない。
- セレクトボタンでいつでも「ノーマルモード」と「フラッシュモード」を切り替えることができる。
- ニューパルサーシリーズで初となる液晶を搭載。告知やボーナス時などに演出をおこなう。
- ボーナスはほぼ単独ボーナス。チェリー重複もある。
- 小役の取りこぼしは発生しないため、フリー打ちで遊戯しても損はない。

## 両モード共通
- 魔女の図柄が描かれたチャンスボタンが中央に設置されており、ボーナス成立時に押すことで告知が入る。いつでもボーナスがチェックできる。
- レバーオン時にバウンドスタートを搭載。リールが震えて回転すればボーナス成立60%以上である。
- リール停止時にバウンドストップ演出が発生することがある。ボーナスに期待できる。
- 1枚掛け遊戯が可能。BIGボーナスは7か蛙どちらでも揃えることができる。

## ノーマルモード
- 従来のニューパルサー同様、リーチ目でボーナスを察知する出目重視モード。
- 演出はバウンドスタート、バウンドストップ以外起こらない。
- ボーナス告知はチャンスボタンを押さない限り発生しない。

## フラッシュモード
- リーチ目が出現した際にフラッシュが伴い、告知が発生するモード。初心者でもボーナス察知がしやすい。
- ボーナス成立時に必ずしもフラッシュが発生するわけではない。ノーマルモード同様チャンスボタンを押すことでボーナス成立のチェックはできる。
- 液晶に山佐のキャラクターが登場するとボーナス確定。左から登場したりカラーの場合はBIGボーナスに期待ができる。
- 違和感告知搭載。作動音の変化やパネルの一部が光るなどいつもと違う違和感が発生すればボーナス確定。

## ニューパルサーSPII
2017年11月6日から稼動を開始したSPの後継機で5.9号機。型式名は「ニューパルサーSP2/DD」。従来のSPより機能と演出を大幅追加した機種になっている。なお、パネルにはニューパルサー25周年記念の限定パネル（ホワイトバージョン）もある。

### SPからの強化・変更点
- 新モード「ドットモード」追加
「キングパルサー/同エース」のドットアクションを再現したドットモードが追加された。
- フラッシュモードでの違和感演出追加
旧作では140種類だったのが、本作では総数が330種類と倍以上になっている。
- 四季連動
フラッシュモードでは、プレイ月日によって画面下の背景が変化し、ノーマルモードとフラッシュモードではその季節だけの限定告知もある。連チャン時のBGMも、その季節変動に応じたBGMに変更となる。
- 液晶
SPでは横長だった液晶が、ワイドサイズに変更された。それに伴い、ケロット部分にタッチセンサーが搭載され、怪しい出目の時に手をかざすと、ボーナス当選時はボーナス告知を行う。なお、ボーナス入賞時に同部分をタッチすることによってその鳴き声等で、及びボーナス終了時の登場キャラによっても設定示唆を行う。
- レギュラーでの取りこぼし
ボーナスの制限上、特定箇所を左リールに狙ってしまうと、中リールのベルを目押ししないと取りこぼすようになった（その分獲得枚数が減ってしまう）。そのため、SPでは104枚固定だったのが本機では最大104枚となっている。ビッグボーナス中はSP同様順押しフリー消化で可。なお、通常時は小役を取りこぼさないリール制御（チェリーが揃わない位置で止めた場合は代わりにオレンジが入賞する）になっている。
- 「誰でもQR」対応
画面左下に表示されるQRコードを読み込むと、現時点でのスランプグラフ等をスマートフォンやタブレットで閲覧して保存できる。なお、山佐のスロプラスとも連携が可能。

## ニューパルサーSPIII
2021年4月から稼動を開始したSPシリーズ後継の6号機。型式名は「SニューパルサーSP3CC」。山佐のグループ改変により、今作から発売元が山佐ネクストに変更されている（製造は山佐）。
液晶は大型化され、ボーナス回数も表示されるようになった。

### SP2からの強化・変更点
6号機になって以下の点が大幅に変更された。
- ビッグは最大259枚に変更になり、最大獲得のためには簡単な技術介入が必要。
  - 一度だけベルを取った後は、逆押しフリー打ちで消化することによって最大獲得が可能になる。なお、その際に液晶下部の色が変化し、その色によって設定示唆を行っている。ボーナス終了後にケロットトロフィーが出現することがあり、その種類によっても設定示唆を行う。
- レギュラーボーナスはSP2では特定位置を押した場合、ベルを狙わないと取りこぼす可能性があったが、今作では順押しフリー打ちで取りこぼさない仕様に変更されている。なお、SP2ではレギュラーボーナス消化後にもビッグボーナス後同様、終了の音楽が流れたが、今作では音楽なしに戻っている。
- クレジットが2枚以下で、マックスベットボタンを押しても３枚掛けにならない時はベットされなくなった。
- 各モードにおける演出の一部変化（後述）。
- 設定は5がなくなり、1,2,3,4,6の5段階。
- 誰でもQR 7DAYS対応。

### 各モードの変化点
今作ではどのモードでも違和感演出が発生するようになった。
ノーマルモード
違和感演出、バウンドスタート以外の演出が発生せず、かつ発生タイミングもリーチ目停止以降でないと発生しなくなった。
フラッシュモード
第一・第二リール停止時に予告音が発生する可能性がある（順押し・はさみ打ち時のみ）。
ドットモード
ドット演出に新たに4つの演出が追加された。
カラードットによるプレミアムが追加され、山佐キャラが登場するとボーナスかつビッグ確定になる。

## ニューパルサーSPIV with 太鼓の達人
SニューパルサーSPIV with 太鼓の達人は、2024年5月に導入されたSPシリーズ第4弾。今作は、バンダイナムコエンターテインメントの太鼓の達人シリーズとのコラボレーション作品になっている。形式名は「SニューパルサーSP4LE8」。製造はセブンリーグ。
今作では、これまでのSPシリーズと大幅に内容が入れ替えられた。後述。

### 旧SPシリーズからの強化・変更点
獲得枚数の大幅増加
前作SP3では、最大259枚だったが今作では280枚固定となった。これは6号機のノーマル機としては最大獲得枚数となる。過去にボーダーが「激壇蜜」で最大280枚と言うのを出したことがあるが、今作はこれと同枚数となる。レギュラーは98枚固定。
リーチ目の追加
これまでボーナス図柄一直線はNGの物もあったが、今作では7とカエルの一直線は全てリーチ目となる。ベル揃いもリーチ目となる。これまで変則打ち時しか出なかったカエル・リプレイ・リプレイの一直線（特殊リプレイ）はボーナス成立時に出るようになった。左リール上段にボーナス図柄（バー含む）、右リール下段にチェリー付き7の停止系かつ小役ハズレ時もリーチ目になった。また、右リールや中リールを最初に押したいわゆる変則打ち時の法則もバリエーションが増えた。
モードの変更
これまでのSPシリーズに存在したフラッシュモードが割愛され、ウイッチモードとお祭りモードを加えた計4モードとなった。ウイッチモードとお祭りモードに関しては後述。
ドットモードでの追加演出
新たに払い出し役対応の波、ハズレ対応のスポットライト、全役対応（ハズレ含む）のPUSH連打が追加された。
ミニゲーム
お祭りモード選択時のビッグ中は、太鼓の達人オリジナル楽曲及び山佐の楽曲から選べる楽曲（全7曲）で実際に太鼓の達人同様にボタンを叩いて遊ぶミニゲームが搭載されている。モードはオート、かんたん、ふつう、難しいの4種。
カスタマイズ
ピンクパンサーSPで登場したもの。バウンドスタートとバウンドストップの発生確率を自由にカスタマイズできる。MAXベット後ストップボタン全同時押しでモードに入る。
入り目チェック
ボーナス中にチャンスボタンを押すとボーナスが成立したゲームの入り目が表示される。
設定
今作は6段階設定となった。

### 新モード（SPIV）
ウイッチモード
今作で加えられたモードの一つ。山佐がかつて出していたネオマジックパルサーのEL VISION演出を液晶で再現した。演出は合計140通り。ボーナスBGMも同作の物に変化する。ある条件を満たした場合のビッグボーナス時は、ネオプラネットXXのBGMに変化する。
お祭りモード
フラッシュモードに代わり登場したモード。画面が太鼓の達人の登場キャラクターになり、告知が発生するとボーナス確定となる準完全告知。